# 오후나정
오후나정(일본어: 大船町)은 일본 가나가와현의 중남부 가마쿠라군에 속했던 정이다. 현재의 가마쿠라시에 해당한다.

## 역사
- 1888년 11월 1일 - 오후나역이 개업하였다.
- 1889년 4월 1일 - 정촌제 시행에 의해 가마쿠라군 오사카촌이 성립하였다.
- 1933년 2월 11일 - 정으로 승격 개칭해 오후나정이 되었다.
- 1933년 4월 2일 - 다마나와촌을 편입하였다.
- 1948년 6월 1일 - 가마쿠라시에 편입하였다.

## 교통

### 철도
- 일본국유철도 (→ 동일본 여객철도)
  - 도카이도 본선
  - 요코스카선

### 도로
- 가마쿠라 가도 (현재의 가나가와현도 21호 요코하마 가마쿠라선)
- 게이힌 급행선

## 참고 문헌
- 角川日本地名大辞典編纂委員会,『角川日本地名大辞典 神奈川県』1984, 角川書店